# Bludesch
Bludesch é um município da Áustria, situado no distrito de Bludenz, na estado de Vorarlberg. Tem 7,59 km² de área e sua população em 2019 foi estimada em 2.383 habitantes.